# E7

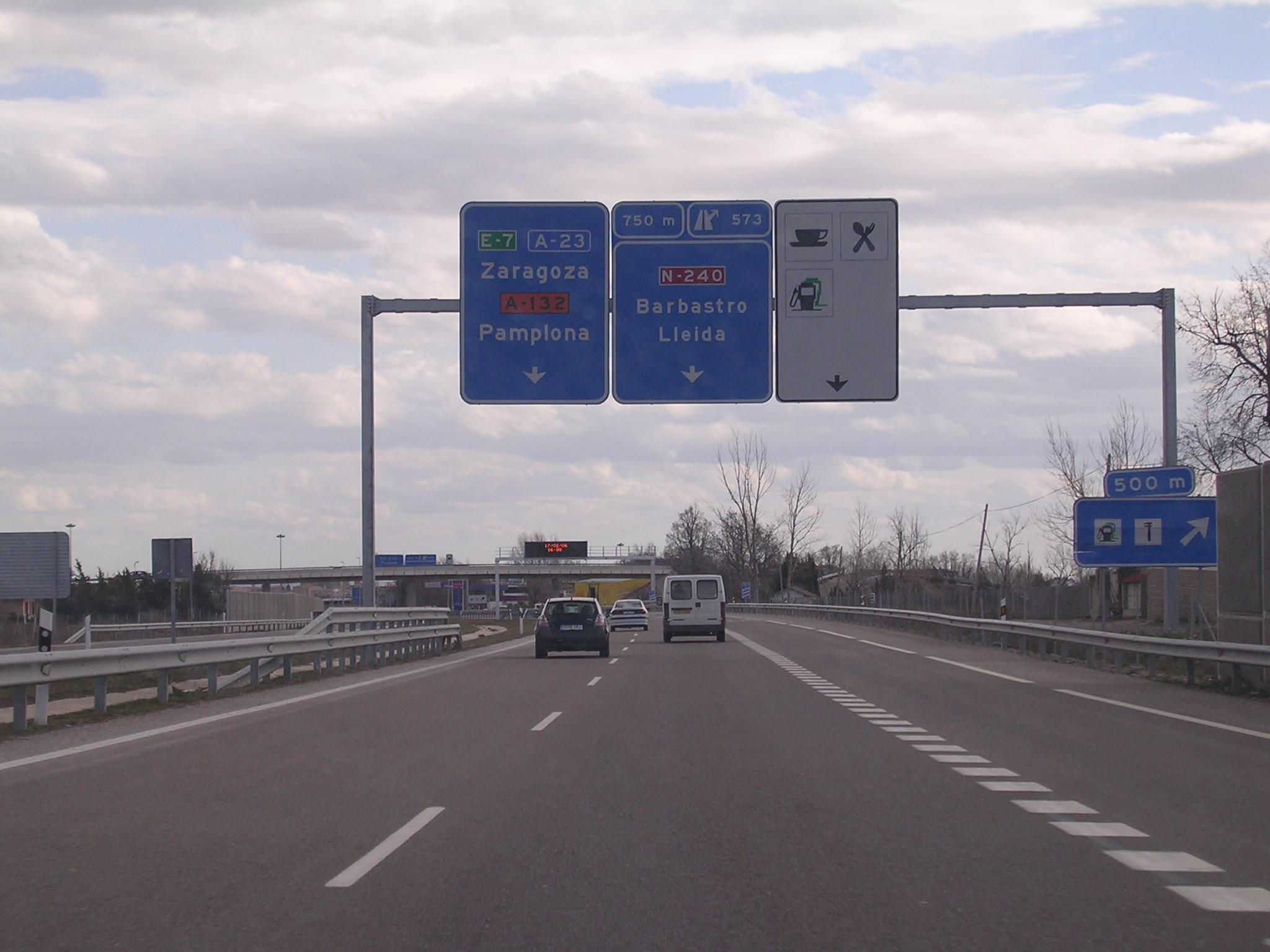
E7 norr om Zaragoza.

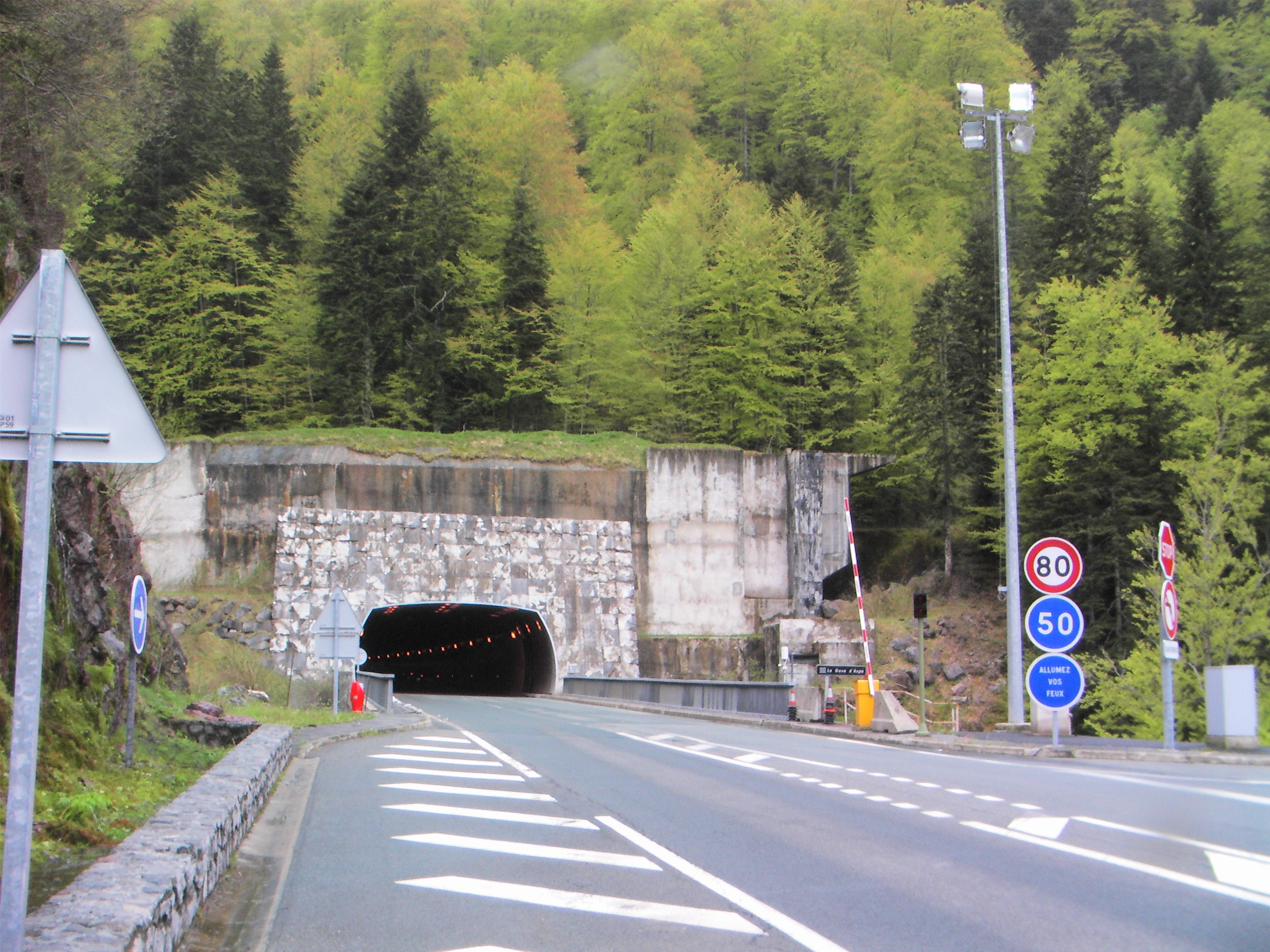
Tunnel du Somport from France.

E7 eller Europaväg 7 är en 250 kilometer lång europaväg som börjar i Langon i Frankrike och slutar i Zaragoza i Spanien.

## Sträckning
Langon - Pau - Oloron-Sainte-Marie (gräns Frankrike-Spanien) - Jaca - Huesca - Zaragoza

## Standard
Vägen är landsväg. Vid gränsen passeras Somporttunneln som är 8,6 kilometer lång.

## Anslutningar till andra europavägar
- E80
- E804
- E90

## Tidigare sträckning
I det gamla europavägssystemet (som i många länder användes till 1985) gick E7 genom hela Europa, sträckningen Rom-Venedig-Wien-Olomouc-Warszawa.